# Der Lindberghflug

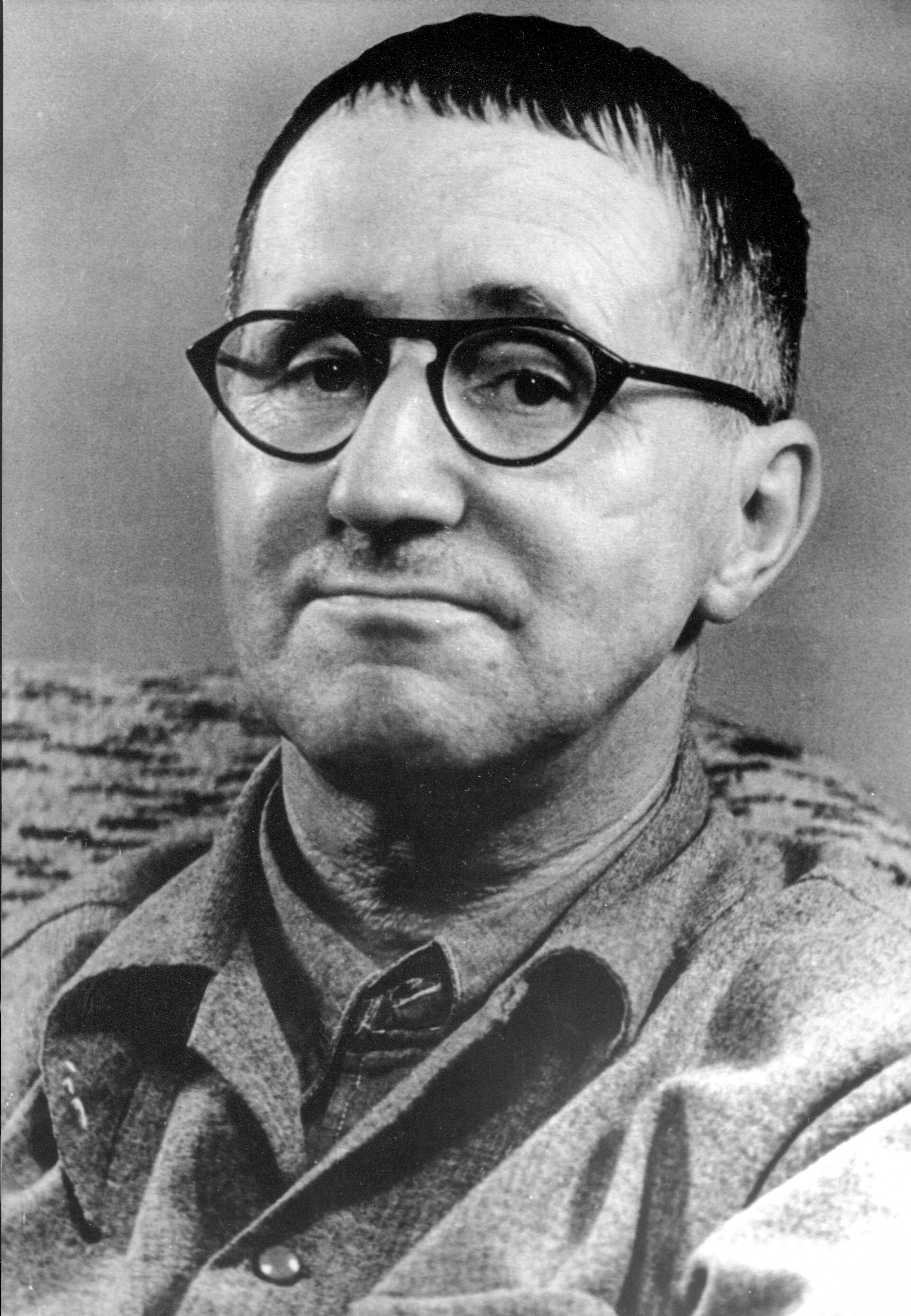
Bertolt Brecht en 1954. Poeta, teórico y director de teatro.

Der Lindberghflug (El vuelo de Lindbergh, en español) es un Lehrstück del dramaturgo Bertolt Brecht, inspirado por We, el relato de Charles Lindbergh del año 1927 de su vuelo transatlántico. Fue escrita para el Festival de música de Baden-Baden, y se estrenó en 1929 con música de Kurt Weill y Paul Hindemith en una retransmisión por la Orquesta de la Radio del suroeste de Alemania bajo la dirección de Hermann Scherchen.
Poco después, Weill reemplazó las secciones de Hindemith con su propia música y esta nueva versión (descrita como una "cantata para solistas, coro y orquesta") se estrenó en el Teatro Kroll de Berlín el 5 de diciembre de 1929, dirigida por Otto Klemperer. La obra fue ampliada como Der Flug der Lindbergh en 1930, pero la nueva porción no fue musicada.    
En 1950 Brecht eliminó el nombre de Lindbergh para una producción por la Südwestrundfunk, añadiéndole un prefacio denunciando las contribuciones de Lindbergh a la tecnología del bombardeo de terror así como su anti-intervencionismo en época de guerra y supuestas simpatías nazis. La línea original "Mi nombre es Charles Lindbergh" se convirtió en "Mi nombre no importa". El título definitivo pasó a ser Der Ozeanflug (El vuelo sobre el océano).

## Grabación
Hindemith, Weill: Der Lindberghflug   - Coro y orquesta de la radio de Berlín (1930), Orquesta de la Radio de Colonia y Conjunto vocal Pro Musica (1987)
- Director: Hermann Scherchen (1930), Jan Latham-Koenig (1987)
- Principales cantantes: Ernest Ginsberg (narrador), Erik Wirl (tenor), Fritz Duttbernd (tenor), Gerhard Pechner (voz), Betty Mergler (soprano) (1930), Wolfgang Schmidt, Herbert Feckler, Lorenz Minth, Christoph Scheeben (1987)
- Lugar y fecha de la grabación: 18 de marzo de 1930 (Berlín) y 1987
- Sello discográfico: Capriccio - C60012-1 (CD)